# Leopold Ignaz von Kollonitz
Leopold Ignaz von Kollonitz, auch: Kollonitsch, Kollonich, Kollonics, Collonicz; Ordensname Innozenz vom hl. Leopold OCD, (* 25. August 1681 in Ungarn; † 31. Oktober 1735 in Malabar) war Karmelitenmissionar und ernannter Titularbischof von Aureliopolis.

## Leben
Leopold Ignaz Wilhelm Ludwig von Kollonitz war ein Sohn des Grafen Sigismund von Kollonitz aus dessen Ehe mit Regina Elisabeth von Speidl. Kardinal Leopold Karl von Kollonitsch, Erzbischof von Gran, war sein Onkel und der Wiener Erzbischof Kardinal Sigismund von Kollonitz sein Bruder.
Er trat in den Orden der Unbeschuhten Karmeliten ein und wurde in die Indienmission nach Malabar entsandt. Als Provikar verwaltete er in der Zeit zwischen dem Tod des Bischofs Angelo Francesco Vigliotti 1712 und der Ankunft des Nachfolgers Giovanni Battista Multedi 1718 das Apostolische Vikariat Verapoly, heute Erzbistum Verapoly.
Am 17. Februar 1723 zum Titularbischof von Agathonice und Koadjutor des Apostolischen Vikars von Groß-Mogul Pietro Maurizio Gagna ernannt, lehnte er die Ernennung ab. Als er am 11. Dezember 1734 unter Berufung auf sein Gehorsamsgelübde zum Koadjutor des erkrankten Bischofs Multedi und Titularbischof von Aureliopolis erhoben wurde, gehorchte er zwar, starb aber am 31. Oktober 1735 ohne die Weihe erhalten zu haben und wurde in der Kathedrale von Verapoli bestattet.
Nachgerühmt werden ihm sein Einsatz für die Armen, sein Eifer im Beichtehören und seine Freigebigkeit gegen die bedürftigen Katechumenen, für deren Unterhalt er in Wien eine Jahresrente von 100 Gulden aussetzte, die bis in die Zeiten Kaiser Josephs II. gezahlt wurde. Auch bei den malabarischen Fürsten stand er in hohem Ansehen. In Mangate errichtete er auf eigene Kosten ein Haus zum Studium der malabarischen Sprache und besserte die Stiftungen in Verapoli und Muttancherry auf.